# Santa Maria di Caravaggio (Nápoly)
A Santa Maria di Caravaggio egy nápolyi templom. Felice Pignella adományaiból épült fel 1627-ben. A templomot kezdetben Krisztus születésének szentelték, majd később Santa Maria di Caravaggio-nak. Caravaggio egy kis falucska Cremona mellett, ahol 1432-ben megjelent a Szűzanya. A templomhoz tartozó kolostor a barnabiták tulajdona volt, majd 1873 óta vak gyerek iskolája. A belső díszítések kialakítása Francesco Solimena, Gaetano Gigante, Domenico Antonio Vaccaro valamint Luigi Scorrano nevéhez fűződnek.